# کاتلین کندی (تهیه‌کننده)
کاتلین کندی (انگلیسی: Kathleen Kennedy؛ زادهٔ ۵ ژوئن ۱۹۵۳) یک تهیه‌کننده فیلم اهل ایالات متحده آمریکا است.

## بخشی از فیلم‌شناسی
- هوش مصنوعی
- لینکلن
- جنگ ستارگان اپیزود هفتم: نیرو برمی‌خیزد
- ماجراهای تن‌تن
- اسب جنگی
- مورد عجیب بنجامین باتن
- پل‌های مدیسون کانتی
- ای. تی. موجود فرازمینی
- رنگ ارغوانی
- پارک ژوراسیک
- سیبیسکوت
- جنگ دنیاها
- مونیخ
- حس ششم